# You're All I Have
«You're All I Have» es el primer sencillo del cuarto álbum de Snow Patrol, Eyes Open. Fue sacado el 24 de abril de 2006. Se usó el método de RTÉ para promover el regreso de The Sunday Game para el campeonato 2006 GAA. Se convirtió en el segundo gran éxito después de "Run" de 2004, alcanzando un máximo de #7 en el Reino Unido.
Según Gary Lightbody: "Es casi el comienzo de una relación peligrosa. El álbum está lleno de canciones como esta. Este disco es más positivo que el anterior aunque van más o menos de lo mismo, se trata de una generalización masiva".

## Listas de la canción
- Maxi CD Single

1. «You're All I Have»
2. «The Only Noise»
3. «Perfect Little Secret»
4. «You're All I Have» (vídeo)

- CD Single.

1. «You're All I Have» (Live from Koko)
2. «Run» (Live from Koko)

- 7"

1. «You're All I Have»
2. «You're All I Have» (Minotaur Shock Remix)

- Promo CD single (UK & Mexico)

1. «You're All I Have» (Radio Edit)
2. «You're All I Have» (Radio Edit Version 2)